# Kriechstromfestigkeit
Die Kriechstromfestigkeit kennzeichnet die Isolationsfestigkeit der Oberfläche (Kriechstrecke)  von Isolierstoffen, insbesondere unter Einwirkung von Feuchtigkeit und Verunreinigungen. Sie definiert den maximalen Kriechstrom, der sich unter genormten Prüfbedingungen (vorgegebene Spannung,  Leitschichtmaterial) in einer definierten Prüfanordnung (Elektrodenabstand, Elektrodenform) einstellen darf.  

## Allgemeines

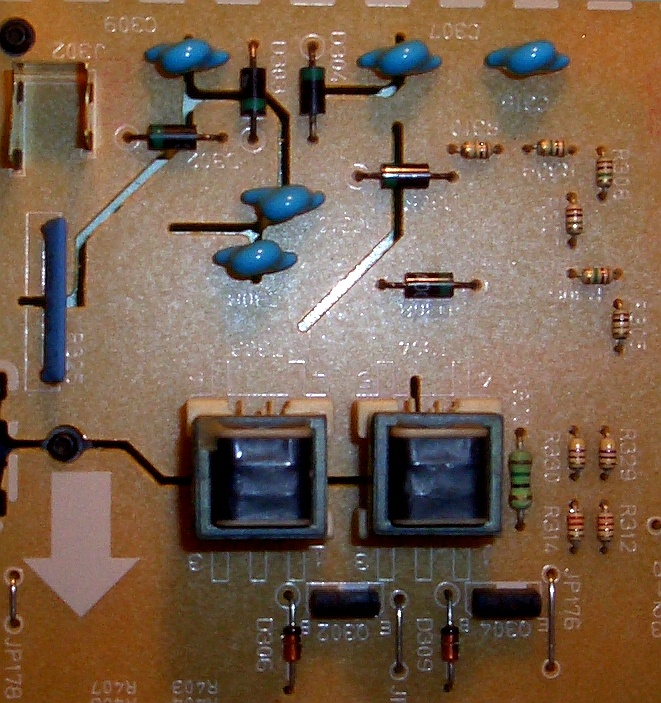
Zur Verlängerung der Kriechstrecken einer Leiterplatte sind zwischen den Leiterbahnen und unter den Bauteilen Schlitze gefräst. Die Abbildung zeigt eine Hochspannungskaskade aus einem Laserdrucker.

Eine hohe Kriechstromfestigkeit bedeutet, dass messbare Ströme auf der Oberfläche des Prüfkörpers erst bei Anlegen einer entsprechend hohen Spannung entstehen.
Bei der Leiterplattenherstellung und bei deren Entwurf, wo die Abstände zwischen den Strukturelementen nur wenige 10 µm betragen können, ist eine hohe Kriechstromfestigkeit des Trägermaterials von großer Bedeutung.
Isolierstoffe zur Schutzisolierung und bei Hochspannung müssen eine hohe Kriechstromfestigkeit besitzen, die Kriechstrecken (Abstand der spannungsführenden Teile entlang der Oberfläche des Isolierstoffes) dürfen bestimmte Werte nicht unterschreiten. Die Durchschlagsfestigkeit einer Kriechstrecke ist oft geringer als die einer gleich langen Luftstrecke, auch wenn der Isolierstoff selbst gut isoliert.
Die Kriechstromfestigkeit eines Isolierstoffes wird durch dessen Wasseraufnahmevermögen und sein Verhalten bei thermischer und ionisierender (Vorentladungen) Beanspruchung beeinflusst.

## Bestimmung

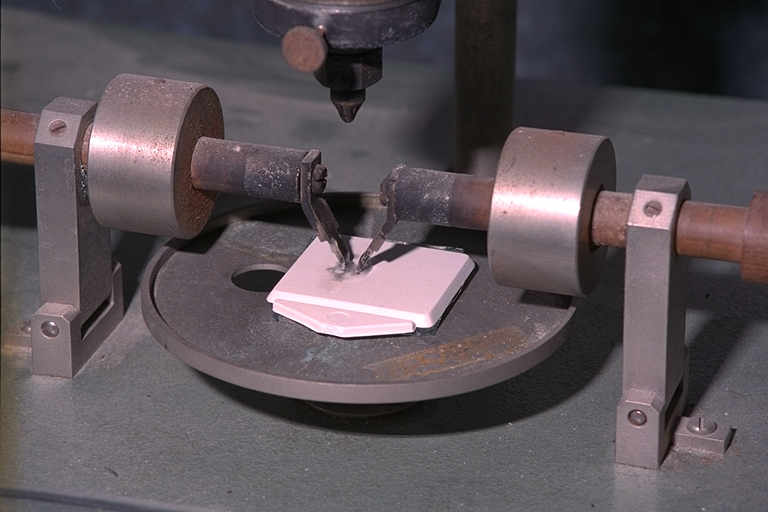
Messanordnung zur Ermittlung der Kriechstromfestigkeit

Die Kriechstromfestigkeit wird mit dem CTI-Wert (englisch Comparative Tracking Index) bestimmt und mit dem PTI-Wert (englisch Proof Tracking Index) geprüft. Der CTI-Wert sagt aus, bis zu welcher Spannung, gemessen in Volt, das Basismaterial kein Tracking (Basismaterial wird unter Spannung leitfähig) zeigt, wenn 50 Tropfen genormter Elektrolytlösungen (A oder B, dementsprechend KA- oder KB-Wert) aufgetropft werden. Gemessen wird auf der abgeätzten Oberfläche, wobei alle 30 Sekunden ein Tropfen zwischen zwei Platin-Elektroden fällt. Ausfallkriterium ist ein Kriechstrom von > 0,5 A. Einzelheiten zum Messverfahren des CTI-Werts sind in der IEC 60112 geregelt.
Typische CTI-Werte einiger Materialien:
- Phenolharz: 125
- Polyimid, Kapton: 150
- FR4 (Leiterplatten-Basismaterial, glasfaserverstärktes Epoxidharz): ≥ 175/250
- FR4 Typ KF: 400
- PE-LD, PE-HD (Polyethylen): 600
- Polyesterharz: 600
- PTFE (Polytetrafluorethylen): 600
- PBT (Polybutylenterephthalat): 500

Der CTI-Wert ist nur für Spannungen bis 600 V genormt. Für höhere Spannungen gibt es zusätzlich die Möglichkeit der Prüfung einer Hochspannungskriechstromfestigkeit (sog. IPT-Wert von eng. Inclined Plane Tracking).

## Normen
- DIN EN 60112:2010; VDE 0303-11:2010: Verfahren zur Bestimmung der Prüfzahl und der Vergleichszahl der Kriechwegbildung von festen, isolierenden Werkstoffen
- DIN EN 60587:2008; VDE 0303-10:2008: Elektroisolierstoffe, die unter erschwerten Bedingungen eingesetzt werden – Prüfverfahren zur Bestimmung der Beständigkeit gegen Kriechwegbildung und Erosion
- DIN EN 61302:1996; VDE 0303-12:1996: Elektroisolierstoffe – Prüfverfahren zur Beurteilung des Widerstandes gegen Kriechwegbildung und Erosion – Zyklische Prüfung

## Zusammenhang zu Isolierstoffgruppen
Die Normen EN 50124 / DIN EN 60664-1 (VDE 0110-1) stellen einen Zusammenhang zwischen Isolierstoffgruppen und dem CTI-Wert her:
- Isolierstoffgruppe I:  600 ≤ CTI
- Isolierstoffgruppe II: 400 ≤ CTI < 600
- Isolierstoffgruppe IIIa: 175 ≤ CTI < 400 (FR4)
- Isolierstoffgruppe IIIb: 100 ≤ CTI < 175